# Ayi Kwei Armah

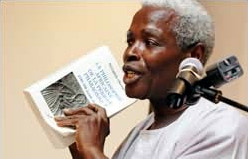
Ayi Kwei Armah

Ayi Kwei Armah (* 28. Oktober 1939 in Sekondi-Takoradi, Ghana) ist ein ghanaischer Schriftsteller und Verleger, der als eine der größten literarischen Begabungen nach Chinua Achebe und Wole Soyinka gilt. In zumeist bruchstückhaft erzählten Romanen schildert er die Enttäuschung über die Korruption in seiner Heimat sowie die Zerrissenheit zwischen einheimischer und ausländischer Lebensweise. Später sucht er in romanhaften Darstellungen afrikanischer Geschichte nach Wegen zu einer neuen, von Europa und Amerika unabhängigen Sozialordnung, die auf afrikanischen Traditionen beruht.

## Leben
Armah wurde 1939 von Fante sprechenden Eltern in der Hafenstadt Sekondi-Takoradi in Südghana geboren. 1959 verließ er seine Heimat, um nach Massachusetts in den USA zu gehen. Nach seinem Schulabschluss dort besuchte er die Harvard University und studierte Soziologie. Anschließend ging er nach Algerien und arbeitete dort als Übersetzer für das Magazin Revolution Africaine. 1964 kehrte er nach Ghana zurück, betätigte sich als Texter für Ghana Television und später als Englischlehrer an der Navrongo School. Von 1967 bis 1968 war Armah Herausgeber des Magazins Jeune Afrique in Paris. Von 1968 bis 1970 studierte er an der New Yorker Columbia-Universität und machte einen Abschluss in „Kreativem Schreiben“. Seit den 1980er Jahren lebt Armah in Dakar, (Senegal), wo er sich auch verlegerisch betätigt. Er lehrte außerdem am Teacher’s College Dar es Salaam (Tansania) sowie Amherst College, Amherst (Massachusetts) und an Universitäten in Lesotho (Südafrika) und Madison (Wisconsin).

## Die Schönen sind noch nicht geboren
Armahs erster Roman The Beautiful Ones Are Not Yet Born von 1968, oft als Meisterwerk gelobt, erlebte zwischen 1971 und 1999 vier deutsche Auflagen in drei verschiedenen Verlagen. Schriftstellerkollege Boubacar Boris Diop bezeichnet ihn in einer Rezension für die Neue Zürcher Zeitung sogar als „epochemachendes“ Werk. Während der Roman mit seiner gnadenlosen Kritik am Korruptionssumpf in Ghana bei seinem Erscheinen für erbitterte Reaktionen gesorgt habe, werde heute die Hellsichtigkeit des Autors deutlich. Mit dem namenlosen Protagonisten, einem kleinen Beamten der Eisenbahn, der seine Würde inmitten des Verfalls zu wahren sucht, sei eine exemplarische Verkörperung des marginalisierten Widerstands gelungen. Der Roman verweigere jeden „ästhetischen Filter“, ziele dafür in ungeschönten knappen, trockenen Sätzen auf das Wesentliche. Immerhin spreche aus einigen der „Erniedrigten und Beleidigten“ eine leise Stimme der Hoffnung.

## Werke
- African Socialism: Utopian or Scientific, 1967 (Présense Africaine 64)
- The Beautiful Ones Are Not Yet Born, 1968 (dts. Die Schönen sind noch nicht geboren)
- The Offal Kind, 1969 (short stories)
- Fragments, 1970 – Pirstaleita (suom. Seppo Loponen)
- Why Are We So Blest?, 1972 – Mistä meille tämä armo? (suom. Seppo Loponen)
- Two Thousand Seasons, 1973
- The Healers, 1978
- The Caliban Complex, 1985 (West Africa, March 18 and 25)
- The Festival Syndrome, 1985 (West Africa, April 15)
- Dakar Hieroglyphics, 1986 (West Africa, May 19)
- Doctor Kamikaze, 1989 (short stories)
- Osiris Rising, 1995
- Hieroglyphics for Babies, 2002 (with Aboubacry Mousa Lam)
- KTM: In the House of Life, 2002